# Michael Schulz
Michael Schulz (ur. 3 września 1961 w Witten) – niemiecki piłkarz grający na pozycji środkowego obrońcy.

## Kariera klubowa
Karierę piłkarską Schulz rozpoczął w klubie VfB Oldenburg i w latach 1984–1987 występował w jego barwach w Regionallidze. Następnie przeszedł do pierwszoligowego 1. FC Kaiserslautern. 1 sierpnia 1987 zadebiutował w Bundeslidze w zremisowanym 2:2 domowym spotkaniu z Eintrachtem Frankfurt. Natomiast 11 września tamtego roku zdobył pierwszego gola w lidze, a Kaiserslautern wygrało 4:2 z VfL Bochum. Przez dwa lata w barwach „Czerwonych Diabłów” Michael rozegrał 51 meczów i strzelił 3 bramki.
Latem 1989 roku Schulz przeszedł do Borussii Dortmund. W nowym zespole po raz pierwszy wystąpił 29 lipca tegoż roku w meczu przeciwko Bayerowi 04 Leverkusen (0:1). W Borussii na ogół był podstawowym zawodnikiem, a swój pierwszy większy sukces z drużyną z Dortmundu osiągnął w 1992 roku, gdy wywalczył wicemistrzostwo Niemiec. Z kolei w 1993 roku dotarł z Borussią do finału Pucharu UEFA, w którym Niemcy ulegli 0:3 z Juventusem. W barwach Borussii do 1994 roku Schulz wystąpił 133 razy i zdobył 4 gole.
Ostatnim klubem Schulza w karierze był Werder Brema, w którym występował w latach 1994–1997. W Werderze swój debiut zaliczył 20 sierpnia 1994 przeciwko Dynamu Drezno (1:1). W 1995 roku został wicemistrzem Niemiec z Werderem, a do zakończenia kariery zagrał w 59 meczach tego klubu i zaliczył jedno trafienie.
| Sezon   | Klub                 | Kraj   | Rozgrywki    | Mecze | Bramki |
| ------- | -------------------- | ------ | ------------ | ----- | ------ |
| 1984/85 | VfB Oldenburg        | RFN    | Regionalliga | ?     | ?      |
| 1985/86 | VfB Oldenburg        | RFN    | Regionalliga | ?     | ?      |
| 1986/87 | VfB Oldenburg        | RFN    | Regionalliga | ?     | ?      |
| 1987/88 | 1. FC Kaiserslautern | RFN    | Bundesliga   | 30    | 1      |
| 1988/89 | 1. FC Kaiserslautern | RFN    | Bundesliga   | 21    | 2      |
| 1989/90 | Borussia Dortmund    | RFN    | Bundesliga   | 21    | 1      |
| 1990/91 | Borussia Dortmund    | RFN    | Bundesliga   | 26    | 1      |
| 1991/92 | Borussia Dortmund    | Niemcy | Bundesliga   | 38    | 1      |
| 1992/93 | Borussia Dortmund    | Niemcy | Bundesliga   | 21    | 0      |
| 1993/94 | Borussia Dortmund    | Niemcy | Bundesliga   | 27    | 2      |
| 1994/95 | Werder Brema         | Niemcy | Bundesliga   | 27    | 0      |
| 1995/96 | Werder Brema         | Niemcy | Bundesliga   | 13    | 0      |
| 1996/97 | Werder Brema         | Niemcy | Bundesliga   | 19    | 1      |

## Kariera reprezentacyjna
W 1988 roku Schulz był w olimpijskiej reprezentacji RFN, która na Igrzyskach Olimpijskich w Seulu wywalczyła brązowy medal. W pierwszej reprezentacji Niemiec Michael zadebiutował 25 marca 1992 roku w przegranym 0:1 towarzyskim spotkaniu z Włochami. W tym samym roku został powołany przez selekcjonera Bertiego Vogtsa do kadry na Mistrzostwa Europy w Szwecji. Tam rozegrał jeden mecz w fazie grupowej, wygrany 2:0 ze Szkocją i wywalczył srebrny medal za wicemistrzostwo Europy. Łącznie w kadrze Niemiec wystąpił 7 razy.